# 瑙拜萨加奥恩
瑙拜萨加奥恩（Naubaisa Gaon），是印度阿萨姆邦Jorhat县的一个城镇。总人口5042（2001年）。

## 人口
该地2001年总人口5042人，其中男性2586人，女性2456人；0—6岁人口398人，其中男199人，女199人；识字率81.04%，其中男性为87.94%，女性为73.78%。